# Volta Nero
Il Volta Nero, anche conosciuto come Mouhoun, è un fiume dell'Africa occidentale (Burkina Faso, Costa d'Avorio e Ghana), ramo sorgentizio di destra del fiume Volta.

## Percorso
Ha origine da alcuni bassi rilievi collinari nei pressi della città di Bobo-Dioulasso, nella parte occidentale del Burkina Faso. Scorre dapprima con direzione nordorientale; alcuni chilometri a valle della città di Dédougou compie una brusca svolta dirigendo il suo corso dapprima verso sudest, successivamente verso sud. Mantiene questa direzione per parecchie centinaia di chilometri, segnando anche parzialmente il confine tra il Ghana e il Burkina Faso e quello tra il Ghana e la Costa d'Avorio. Entrato in territorio ghanese, dopo la città di Bamboi il fiume assume direzione settentrionale e successivamente orientale, fino a sfociare nel lago Volta, il grande lago artificiale formato dal fiume Volta a monte della grande diga di Akosombo.

## Regime
Il regime del fiume risente della distribuzione stagionale delle piogge, caratterizzata da una prolungata stagione secca nel periodo novembre/giugno e da moderate precipitazioni nel rimanente periodo dell'anno. Presso la città di Bamboi, nel Ghana, il valore medio di portata è di 263 m³/s, con oscillazioni annue comprese in media fra i 30 m³/s di marzo/aprile e gli 800-900 m³/s di settembre/ottobre.